# دانشگاه مای فاه لوانگ
دانشگاه مای فاه لوانگ (MFU)، واقع در استان چیانگ رای در شمال تایلند، نام خود را از شاهزاده مادر (سومدت یاه) گرفته‌است، مای فاه لوانگ نامی بود که مردم محلی چیانگ رای به او داده بودند. این یک دانشگاه دولتی مستقل است که تحت منشور سلطنتی در سال ۱۹۹۸ تأسیس شد. این دانشگاه به عنوان یک دانشگاه بین‌المللی در تایلند نیز شناخته می‌شود.
دانشگاه مای فاه لوانگ (MFU) به عنوان یک دانشگاه دولتی مستقل، تحت منشور سلطنتی، در سال ۱۹۹۸، با حمایت دولت سلطنتی تایلند تأسیس شد. این دانشگاه برای پاسخگویی به نیازهای مردم در شمال تایلند و برای بزرگداشت کمک‌های مادر پادشاه، پرنسس سریناگاریندرا، که در میان رعایایش به نام «مای فاه لوانگ» شناخته می‌شود، تأسیس شد. دانشگاه مای فاه لوانگ از کلاس افتتاحیه خود با ۶۴ دانش آموز در سال ۱۹۹۸، با ثبت نام کمتر از ۱۵۰۰۰ دانش آموز، به سریع‌ترین مؤسسه در حال رشد تایلند تبدیل شده‌است.
دانشگاه مای فاه لوانگ از زبان انگلیسی به عنوان ابزار آموزشی استفاده می‌کند. دانشگاه مای فاه لوانگ تمام ۱۵ دانشکده را مدیریت می‌کند که ۳۸ رشته کارشناسی، ۲۵ مدرک تحصیلات تکمیلی و ۱۵ مدرک حرفه ای ارائه می‌دهند.